# Mike Sangster
Mike John Sangster (Kingskerswell, 11 settembre 1940 – Torquay, 30 aprile 1985) è stato un tennista britannico.

## Carriera
Dotato di un servizio estremamente potente, fu il tennista più popolare nel proprio paese durante gli anni sessanta. Tuttavia il suo avvicinamento al tennis avvenne in tarda età rispetto alla consuetudine, avendo egli iniziato la carriera da calciatore giocando per il Torquay United e prendendo la racchetta dopo aver rifiutato un contratto del West Ham United.
Pur non avendo mai raggiunto una finale del Grande Slam, fu il primo tennista britannico dopo Fred Perry ad aver disputato le semifinali di almeno tre diversi tornei del Grande Slam (gli unici ad esserci riusciti successivamente sono stati Tim Henman e Andy Murray).
Sangster detiene inoltre il record di presenze in Coppa Davis per la sua nazionale, ed è al secondo posto fra i tennisti britannici per numero di vittorie in questa manifestazione con 43 successi (contro i 45 di Fred Perry). Morì prematuramente all'età di 44 anni il 30 aprile 1985 a causa di un attacco di cuore mentre disputava una partita di golf.